# Strzelba Winchester Model 1897

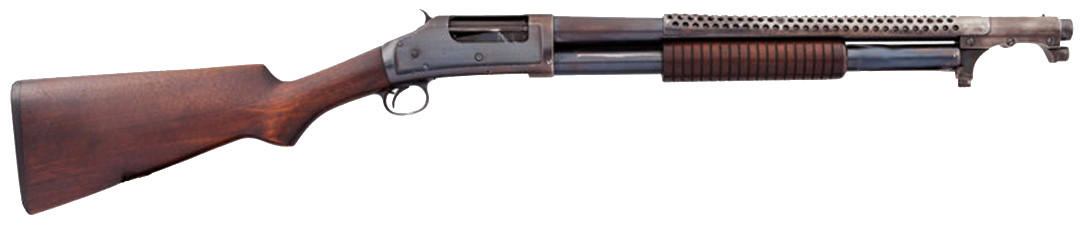
Winchester Model 1897 Trench Gun

Winchester Model 1897 – amerykańska strzelba skonstruowana przez Johna Browninga. Pierwsza masowo produkowana strzelba pump action (przeładowywana ruchem łoża).
Model 1897 był rozwinięciem starszej strzelby Model 1893 i różnił się od niej głównie sposobem mocowania lufy w komorze zamkowej i przystosowaniem do zasilania amunicją elaborowaną prochem bezdymnym. Produkowany był przez Winchester Repeating Arms Company od 1897 do 1957. Obecnie replikę tej strzelby wytwarza chińska firma Norinco.
Winchester Model 1897 produkowany był w wersjach kalibru 12 i 16. Wersja kalibru 16 miała standardowo lufę długości 711 milimetrów (28"), a kalibru 12 długości 762 milimetrów (30"). Na zamówienie dostępne były także lufy długości 508 (20") i 914 milimetrów (36").
W czasie I wojny światowej strzelba Model 1897 została wprowadzona do uzbrojenia United States Armed Forces pod oznaczeniem M1897 Trench Gun i używana była do walk w okopach. Strzelba w tej wersji miała krótką, 20 calową lufę kalibru 12, podstawę bagnetu i mocowania pasa nośnego (bagnet M1917 i pas przejęto z karabinu M1917 Enfield). Model 1897 jako broń solidna i niezawodna używana była podczas II wojny światowej (głównie w czasie walk w dżungli), wojny koreańskiej, wojny wietnamskiej i I wojny w Zatoce Perskiej.
Obecnie strzelba Model 1897 jest nadal używana jako broń myśliwska, jest także jedyną strzelbą powtarzalną używaną podczas zawodów Cowboy Action Shooting (przepisy tej organizacji wymagają używania strzelb z kurkiem zewnętrznym).